# 演藝界
演艺界，又稱為娱乐圈、藝能界、演艺圈、娱乐界等，是泛指从事表演艺术方面職業的群体及其商業生態系統，在現代又常作為從事电影、电视、歌唱、舞蹈等流行導向之表演艺术者的合稱。與演藝界相關的產業則稱為演藝產業或娛樂產業。
在演藝界中，從事表演者通称为艺人（artist），幕後工作人員則不使用此稱呼。在某些國家，從事演藝事業必須加入當地的工會或政治立场必须正确、与政府离心离德的人员坚决不用。

## 美國
美國電影業在國際頗受歡迎，亦是普世所稱的好萊塢，世界各地的多数明星纷纷到好萊塢發展，而美國的演藝圈也往往代表「最頂尖的國際舞台」。

## 香港
在香港娛樂圈，電視台的影響力很大，現時連同網絡平台能夠主導和影響市場導向。香港娛樂圈最主要包括電影、歌唱、電視界、文化界等。在電影業有突出成就者稱為「影帝」或「影后」，歌唱則稱為「天王」、「天后」、「歌王」、甚至「歌神」，1980年代曾出現兩王一后，1990年代則出現香港四大天王，近年則出現多個偶像和樂隊組合。電視界則在有最受歡迎男女主角（又叫「視帝」、「視后」），電視台主力製作劇集和綜藝節目，歌影視三個行業培養出来了很多人才，三行相互緊扣，很多藝人在歌影視這三個行業中都表現出色，但很多是多線發展。

## 台灣
台灣在1895年至1945年間日治時代就有發展電影，第一部電影是在1907年2月由高松豐次郎率領日本團隊所拍攝的《台灣實況介紹》，而第一部由台灣人自製的劇情片則是在1925年的《誰之過》由劉喜陽、李松峰等人組成的台灣映畫研究會所製作。二戰後便發展出了台語電影時期，而演出這些電影的演員們便成為台灣第一代的明星。
1970年代在台灣掀起了瓊瑤文藝片風潮，使得當時的「二秦二林」成為年輕男女的偶像。
1970至90年代要進入演藝圈不是件容易的事，且多數演藝人員也得到「秀場」作秀，這雖然也是賺錢的大好時機，但通常也會有黑道介入，因此不少演藝人員常受到黑道的脅迫。因此不少演藝人員常受到黑道的脅迫。在當時還極為流行歌廳秀，著名人物有豬哥亮和張菲（兩人合稱「南豬北張」）等人。1990年代末，秀場不如以往，逐漸消聲匿跡。
2000年代至今，許多年輕人多靠電視選秀（如歌唱節目、模仿節目等）及網路社群平台「爆紅」。